# Teoria populacional neomalthusiana
Teoria Populacional Neomalthusiana, ou neomalthusianismo, é a atualização da Teoria populacional malthusiana, criada pelo demógrafo, economista e polímata iluminista Thomas Malthus. É uma teoria que defende o controle do crescimento populacional tanto através de métodos malthusianos como a abstinência sexual e casamentos tardios, quanto através do uso de métodos anticoncepcionais.
Para os neomalthusianos, o intenso crescimento populacional seria o responsável pelo avanço da fome, da pobreza e da criminalidade (subdesenvolvimento de um país). Com a velha aceleração populacional, voltaram a surgir estudos baseados nas ideias de Malthus, dando origem a um conjunto de formulações e propostas denominadas Neomalthusianas.
Novamente os teóricos explicam o subdesenvolvimento e a miséria ou pobreza pelo crescimento populacional, que estaria provocando a elevação dos gastos governamentais com os serviços de educação e saúde. Isso comprometeria a realização de investimentos nos setores produtivos e dificultaria consequentemente o desenvolvimento econômico.
Para os neomalthusianos, uma população numerosa seria um obstáculo ao desenvolvimento, e levaria ao esgotamento dos recursos naturais, ao desemprego, e à pobreza.
Afirmam também que é possível melhorar a produtividade da terra com uso de novas tecnologias, e que é possível reduzir o ritmo de crescimento da população através do planejamento familiar e controle populacional, sendo que eles influenciaram a esquerda americana estrutural reformista.